# Gunung Agung (Kaur Utara)
Gunung Agung is een bestuurslaag in het regentschap Kaur van de provincie Bengkulu, Indonesië. Gunung Agung telt 480 inwoners (volkstelling 2010).